# 유득 (진정왕)
진정왕 유득(眞定王 劉得, ? ~ ?)은 전한 ~ 후한의 황족이다. 전한의 마지막 진정왕 유양의 아들로, 유양은 신나라 때 작위를 잃었다가 광무제에게 귀순하여 후한 건국 후 다시 진정왕이 되었다.

## 행적
건무 2년(26년), 반란을 일으킨 유양이 주살되었다. 광무제는 유양의 죽음을 불쌍히 여겨, 유득으로 하여금 작위를 잇게 하였다.
건무 13년(37년), 황실과의 촌수가 멀다는 이유로 봉국을 빼앗겼고, 진정후(眞定侯)로 격하되었다.

## 출전
- 범엽, 《후한서》 권1 광무제기·권21 임이만비유경열전

| 전임 아버지 유양 | 후한의 진정왕 26년 ~ 37년 | 후임 (봉국 폐지) |

| 전임 (첫 봉건) | 후한의 진정후 37년 ~ ? | 후임 (불명) |